# Boguszów-Gorce
Boguszów-Gorce este un oraș în Polonia.